# Mitsubishi Xpander
Mitsubishi Xpander — компактвэн, выпускаемый с 2017 года японской компанией Mitsubishi Motors. 

## Описание

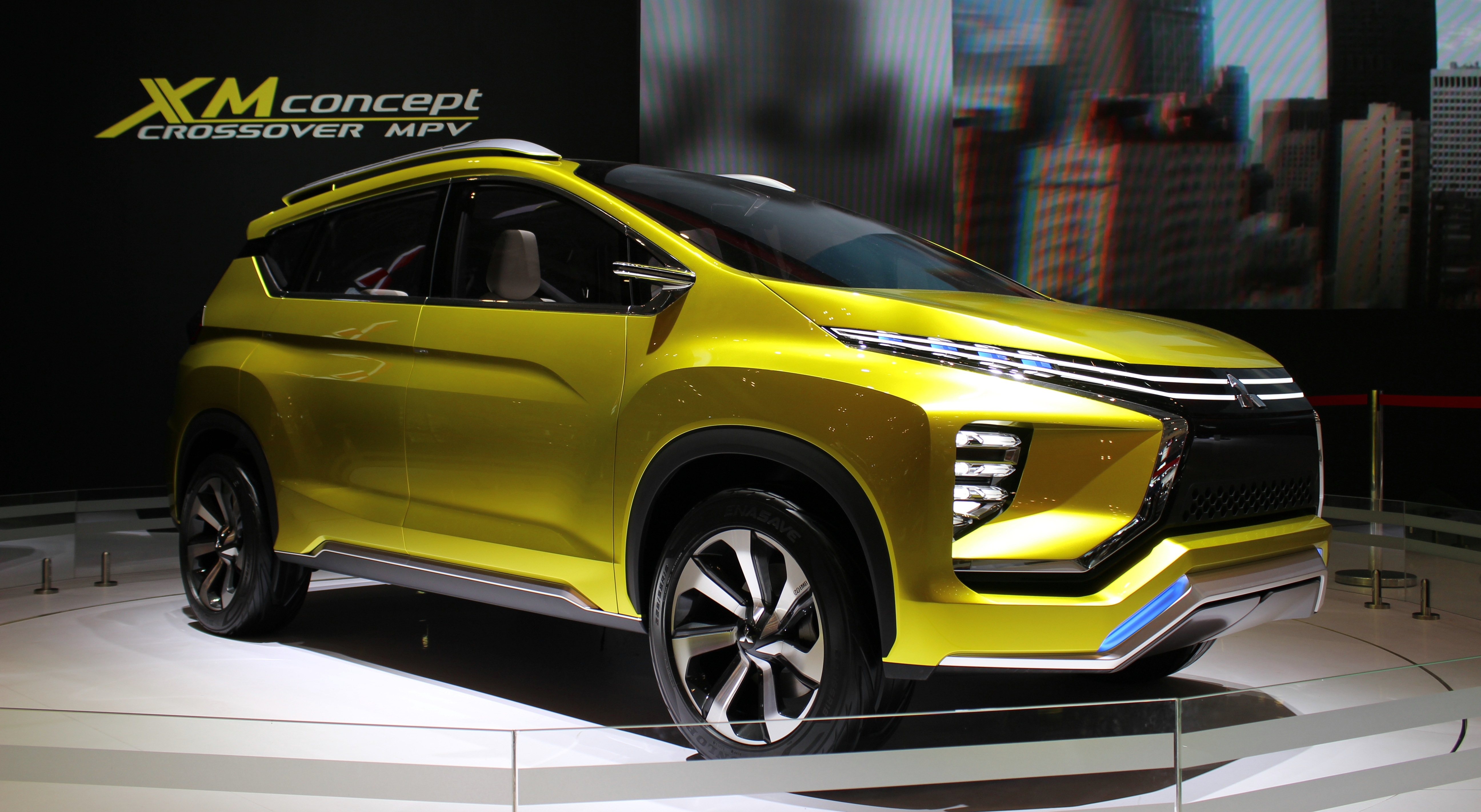
XM Concept на выставке 2016 Gaikindo Indonesia International Auto Show

Mitsubishi Xpander был разработан на базе концепт-кара XM, представленного в августе 2016 года на 24-м Международном автосалоне Гайкиндо в Индонезии. Официальные тизерные изображения автомобиля были опубликованы 17 июля 2017 года на сайте Mitsubishi Motors. 24 июля 2017 года автомобиль был представлен в Джакарте, а 10 августа того же года автомобиль дебютировал на 25-м Международном автосалоне Gaikindo Indonesia. 3 октября 2017 года автомобиль поступил в продажу на индонезийском рынке.
В разное время Mitsubishi Xpander экспортировался по всей Юго-Восточной Азии, Непалу, Боливии, Перу, Бангладеш, Египту, Ближнему Востоку, Шри-Ланке, Южной Африке и Мексике. Подмодель под названием Xpander Cross была запущена в производство в ноябре 2019 года. Раллийный автомобиль получил название Xpander AP4.
С февраля 2019 года автомобиль выпускается компанией Nissan под индексом Livina.

## Технические характеристики
Xpander приводится в движение 1,5-литровым бензиновым двигателем 4A91. Коробка передач — пятиступенчатая механическая или же четырёхступенчатая автоматическая. После фейслифтинга на некоторые рынки, такие как Индонезия и Таиланд, автомобили стали поставляться с вариатором (вместо четырёхступенчатой автоматической трансмиссии). На многие рынки, такие как Филиппины, Вьетнам, Малайзия и Мексика, автомобили по-прежнему поставляются с четырёхступенчатой автоматической трансмиссией.
В феврале 2024 года в Таиланде был представлен гибридный автомобиль (PHEV), получивший название Xpander HEV. Гибридная силовая установка сочетает в себе 1,6-литровый двигатель 4A92 с циклом Аткинсона и электродвигателем, литий-ионный аккумулятор и электрическую бесступенчатую трансмиссию. Также имеются задние дисковые тормоза, электрический переключатель передач, семь выбираемых режимов движения и обновлённая подвеска.
| Тип                  | Код двигателя         | Объём               | Мощность                                                                    | Крутящий момент                                        | Электродвигатель            | Аккумулятор              | Трансмиссия  | Кодовое обозначение | Компоновка | Годы производства      |
| -------------------- | --------------------- | ------------------- | --------------------------------------------------------------------------- | ------------------------------------------------------ | --------------------------- | ------------------------ | ------------ | ------------------- | ---------- | ---------------------- |
| Бензиновый двигатель | 4A91                  | 1,5 л (1499 см3) I4 | 77 кВт (103 л. с.) при 6000 об/мин                                          | 141 Н·м при 4000 об/мин                                | —                           | —                        | 5-скор. МКПП | NC1W                | FWD        | 2017 — настоящее время |
| Бензиновый двигатель | 4A91                  | 1,5 л (1499 см3) I4 | 77 кВт (103 л. с.) при 6000 об/мин                                          | 141 Н·м при 4000 об/мин                                | —                           | —                        | 4-скор. АКПП | NC1W                | FWD        | 2017 — настоящее время |
| Бензиновый двигатель | 4A91                  | 1,5 л (1499 см3) I4 | 77 кВт (103 л. с.) при 6000 об/мин                                          | 141 Н·м при 4000 об/мин                                | —                           | —                        | CVT          | NC2W                | FWD        | 2021 — настоящее время |
| Гибрид               | 4A92 (цикл Аткинсона) | 1,6 л (1590 см3) I4 | ДВС: 70 кВт (94 л. с.) при 5100 об/мин Электродвигатель: 85 кВт (114 л. с.) | ДВС: 134 Н·м при 4500 об/мин Электродвигатель: 255 Н·м | Синхронный (переменный ток) | Литий-ионный (1,1 кВт·ч) | eCVT         | NE3W                | FWD        | 2024 — настоящее время |

## Годовое производство
| Финансовый год | Производство     |
| Финансовый год | Индонезия (MMKI) |
| -------------- | ---------------- |
| 2017           | 35,727           |
| 2018           | 122,348          |

## Продажи
По состоянию на сентябрь 2018 года было продано более 100000 единиц Mitsubishi Xpander. В том же году Xpander стал вторым после Toyota Avanza самым продаваемым легковым автомобилем в Индонезии. В 2019 году Xpander являлся самым экспортируемым автомобилем в Индонезию: 64714 единиц были экспортированы за рубеж.
| Год  | Индонезия | Индонезия     | Филиппины | Таиланд | Вьетнам | Малайзия | Южная Африка | Мексика |
| Год  | Xpander   | Xpander Cross | Филиппины | Таиланд | Вьетнам | Малайзия | Южная Африка | Мексика |
| ---- | --------- | ------------- | --------- | ------- | ------- | -------- | ------------ | ------- |
| 2017 | 11,890    |               |           |         |         |          |              |         |
| 2018 | 75,075    |               | 13,502    | 5,509   |         |          |              |         |
| 2019 | 59,879    | 2,787         | 19,089    | 16,196  | 20,098  |          |              |         |
| 2020 | 14,793    | 11,569        | 10,443    | 11,974  | 16,844  | 921      |              |         |
| 2021 | 30,283    | 24,341        | 11,342    | 8,925   | 13,616  | 7,397    | 461          | 2,151   |
| 2022 | 31,525    | 16,295        | 13,090    | 12,547  | 21,983  | 14,316   | 1,025        | 5,584   |
| 2023 | 21,251    | 18,104        | 22,5090   | 9,074   | 19,740  | 11,906   | 721          | 3,837   |
| 2024 | 19,883    | 13,023        | 26,242    | 11,211  | 19,498  | 9,052    |              | 5,523   |

## Галерея

### До рестайлинга

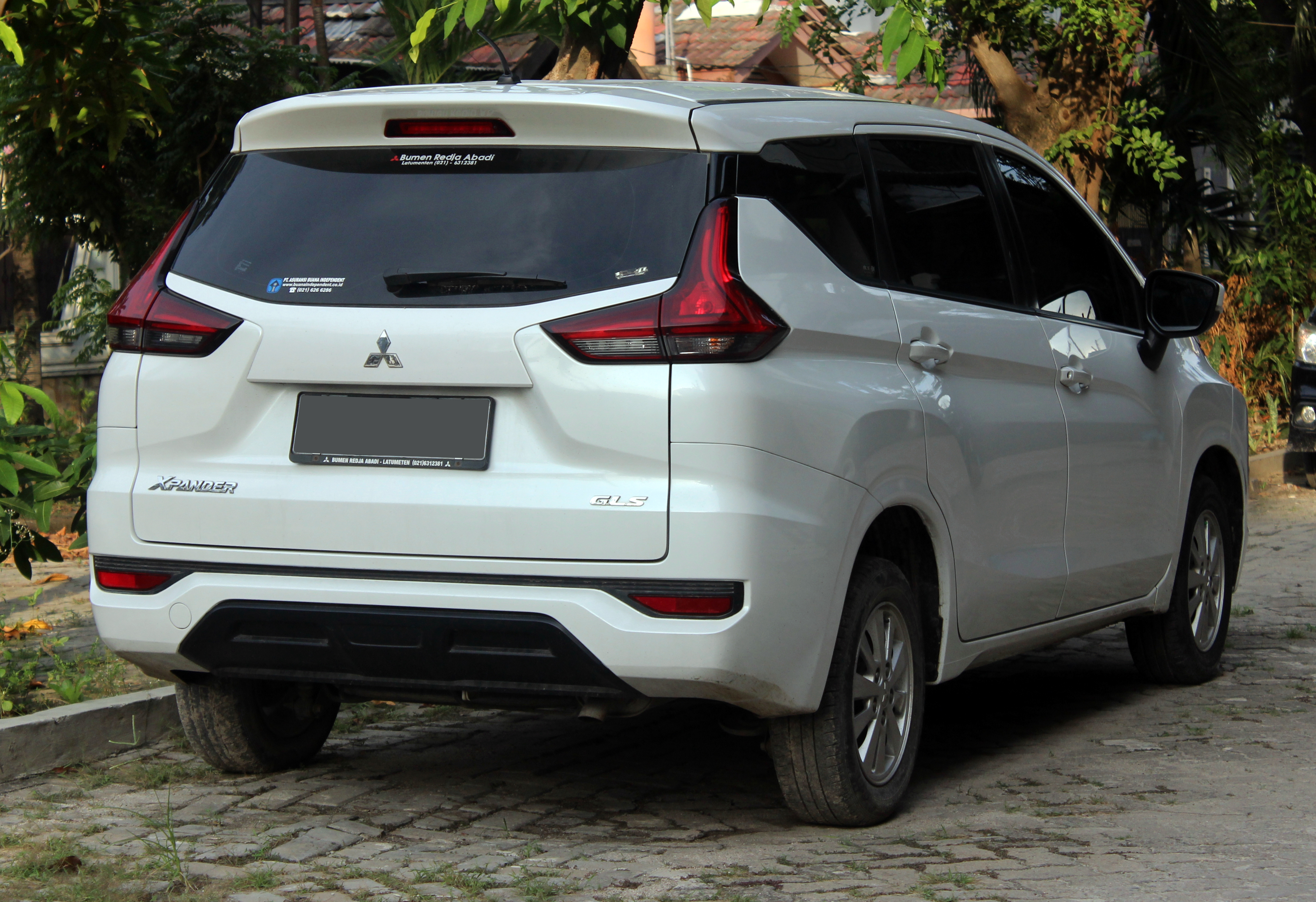
2017 Xpander GLS (Индонезия)
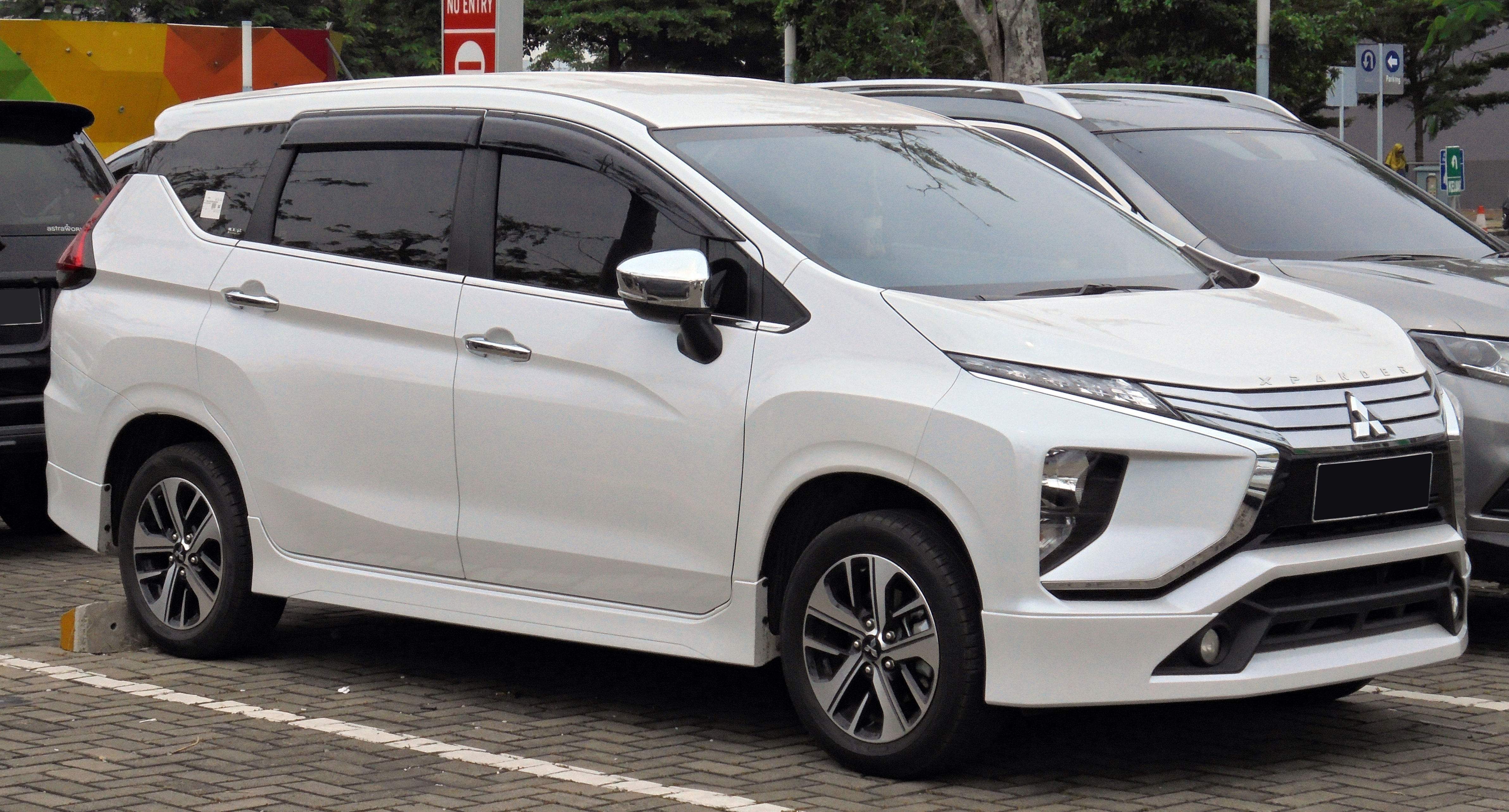
2018 Xpander Ultimate с дополнительными аэродинамическими комплектами (Индонезия)
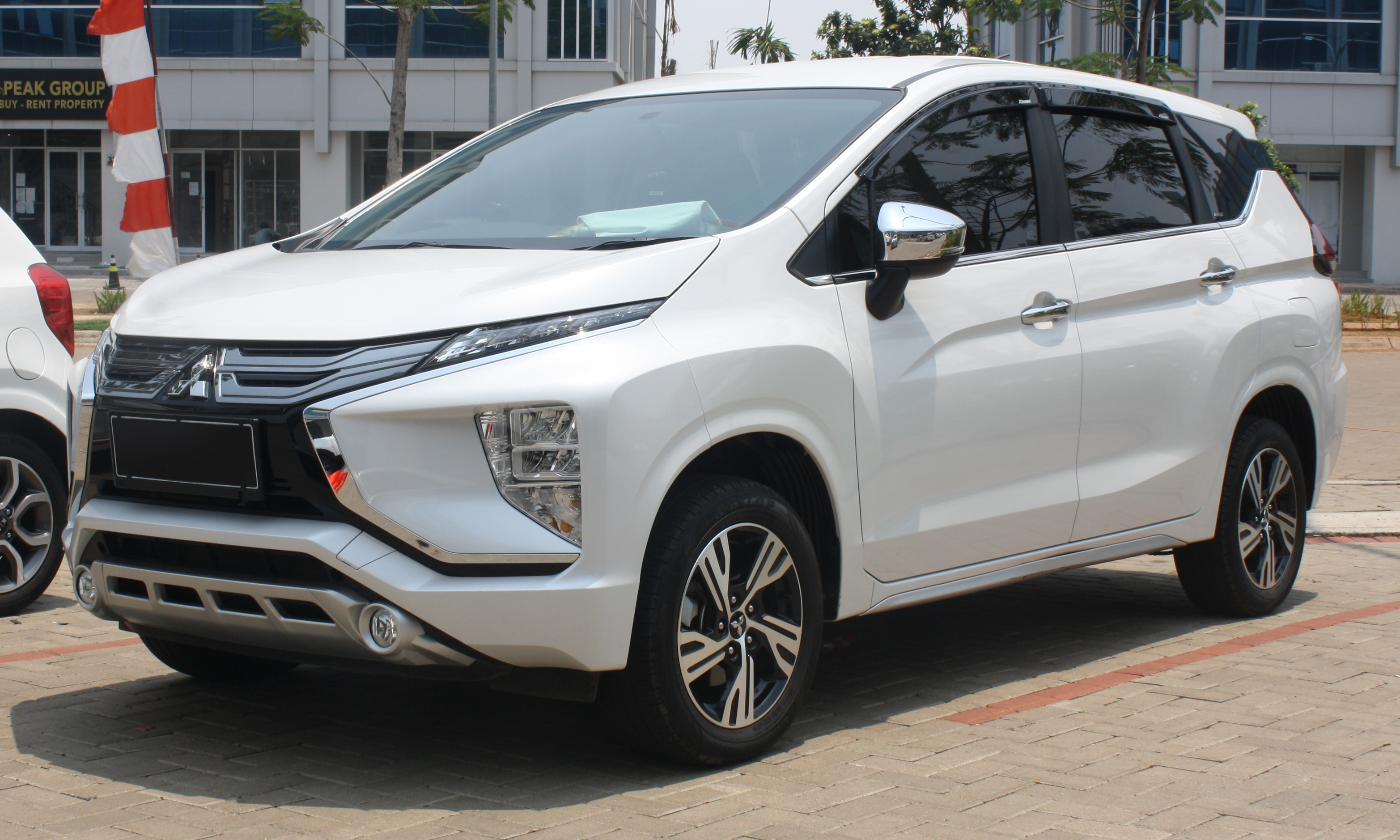
2021 Xpander Ultimate (Индонезия)
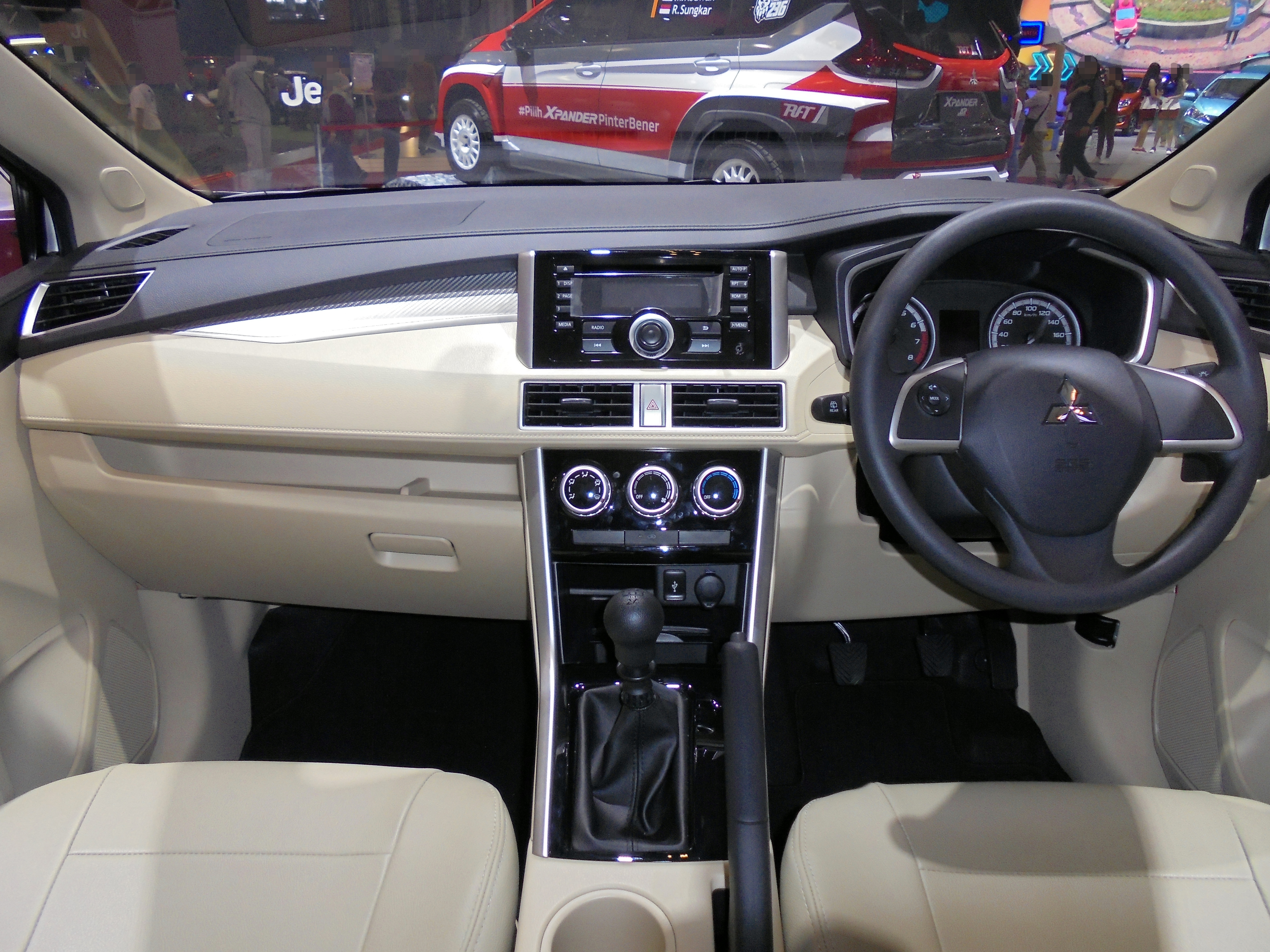
2019 Xpander Exceed (интерьер)

### После рестайлинга

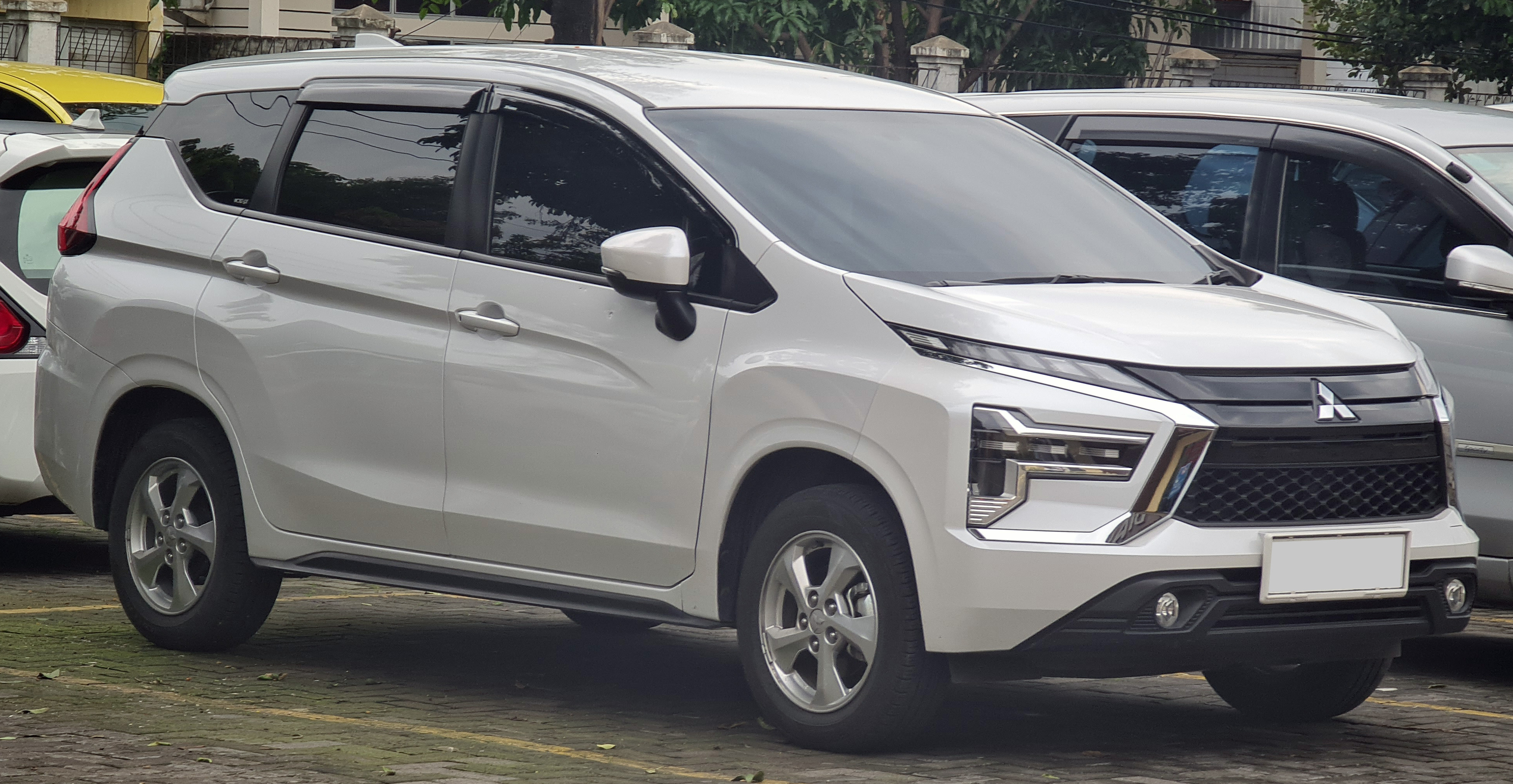
2024 Xpander Exceed (Индонезия)
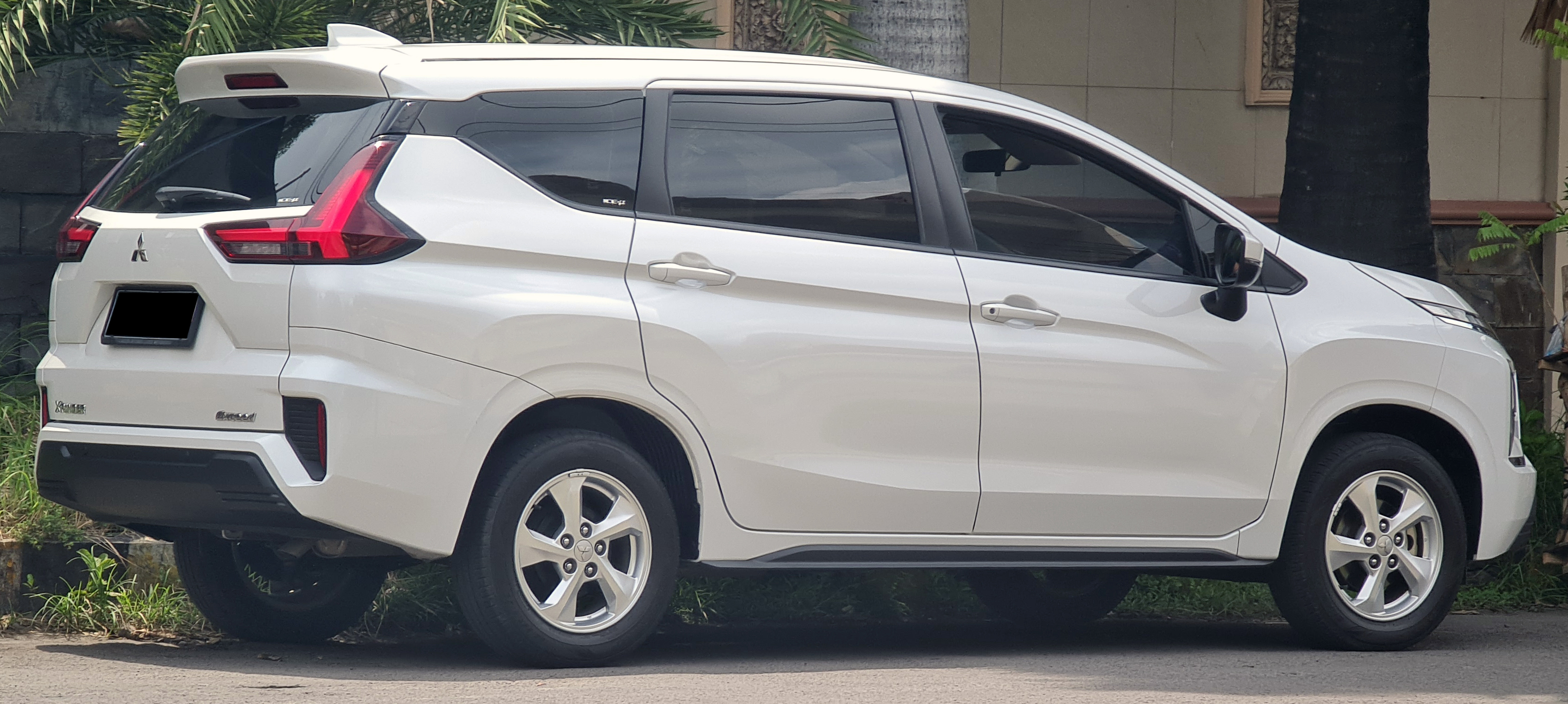
2022 Xpander Exceed (Индонезия)
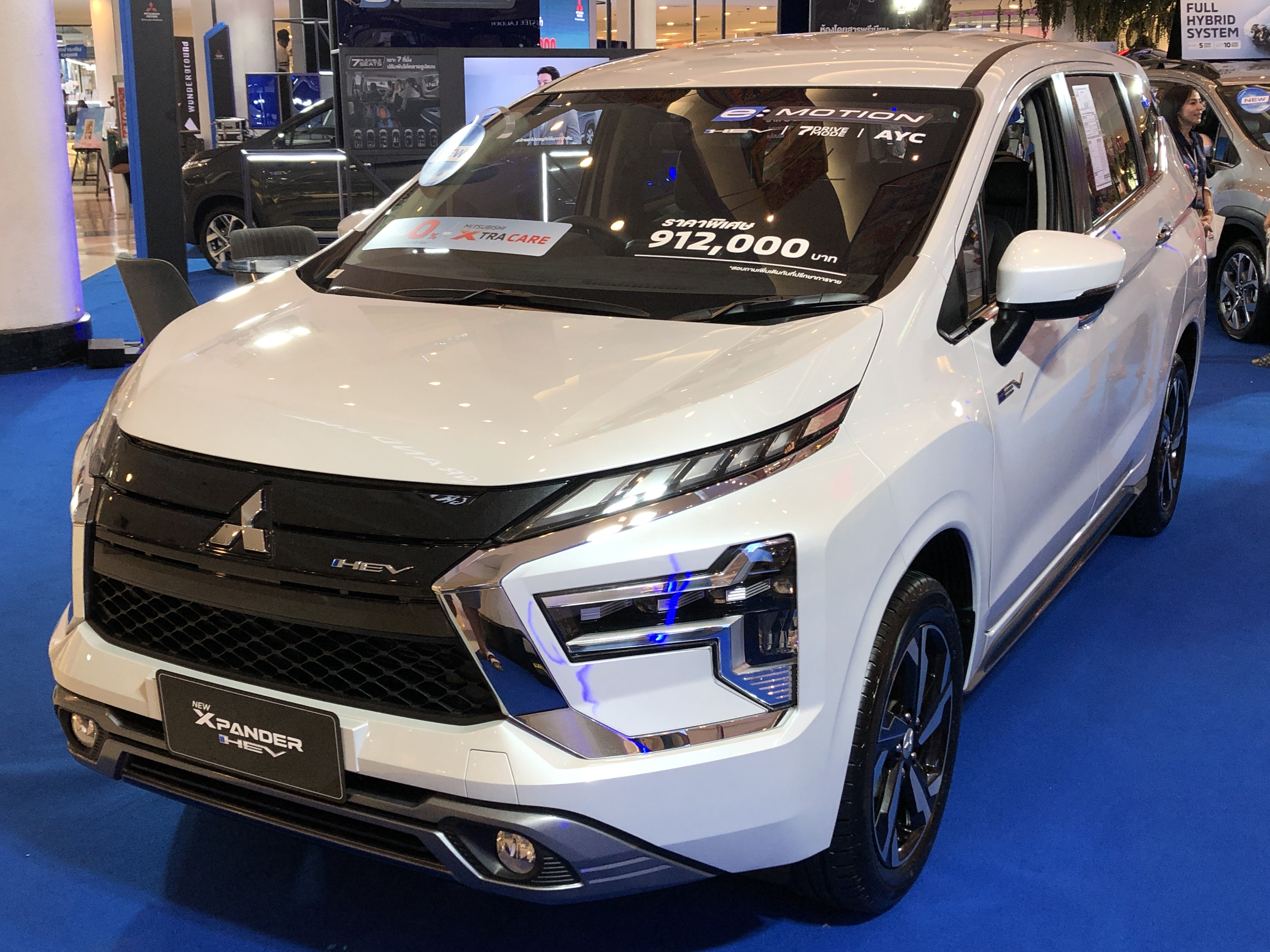
2024 Xpander HEV (Таиланд)
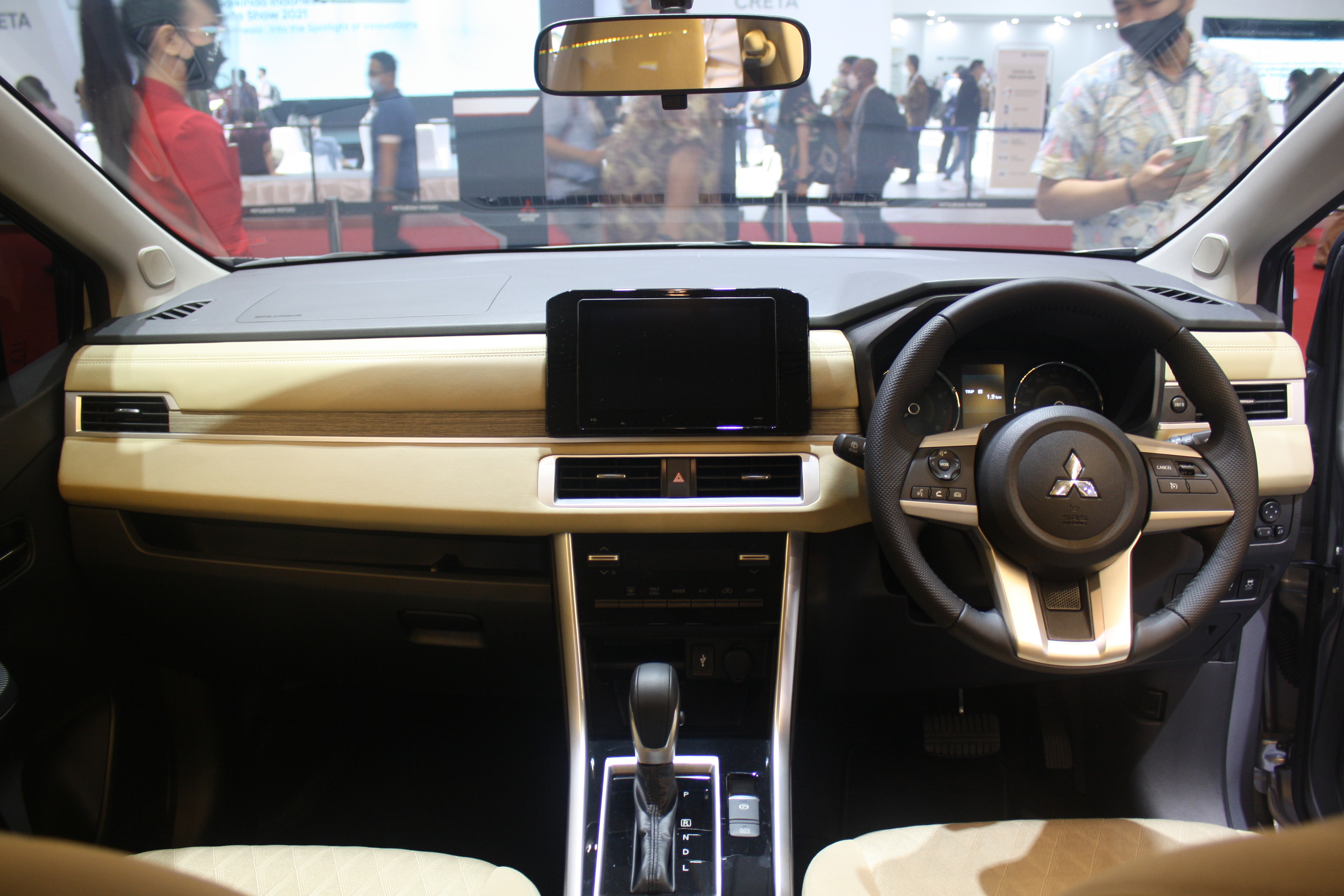
2021 Xpander Ultimate (интерьер)

### Xpander Cross

#### До рестайлинга

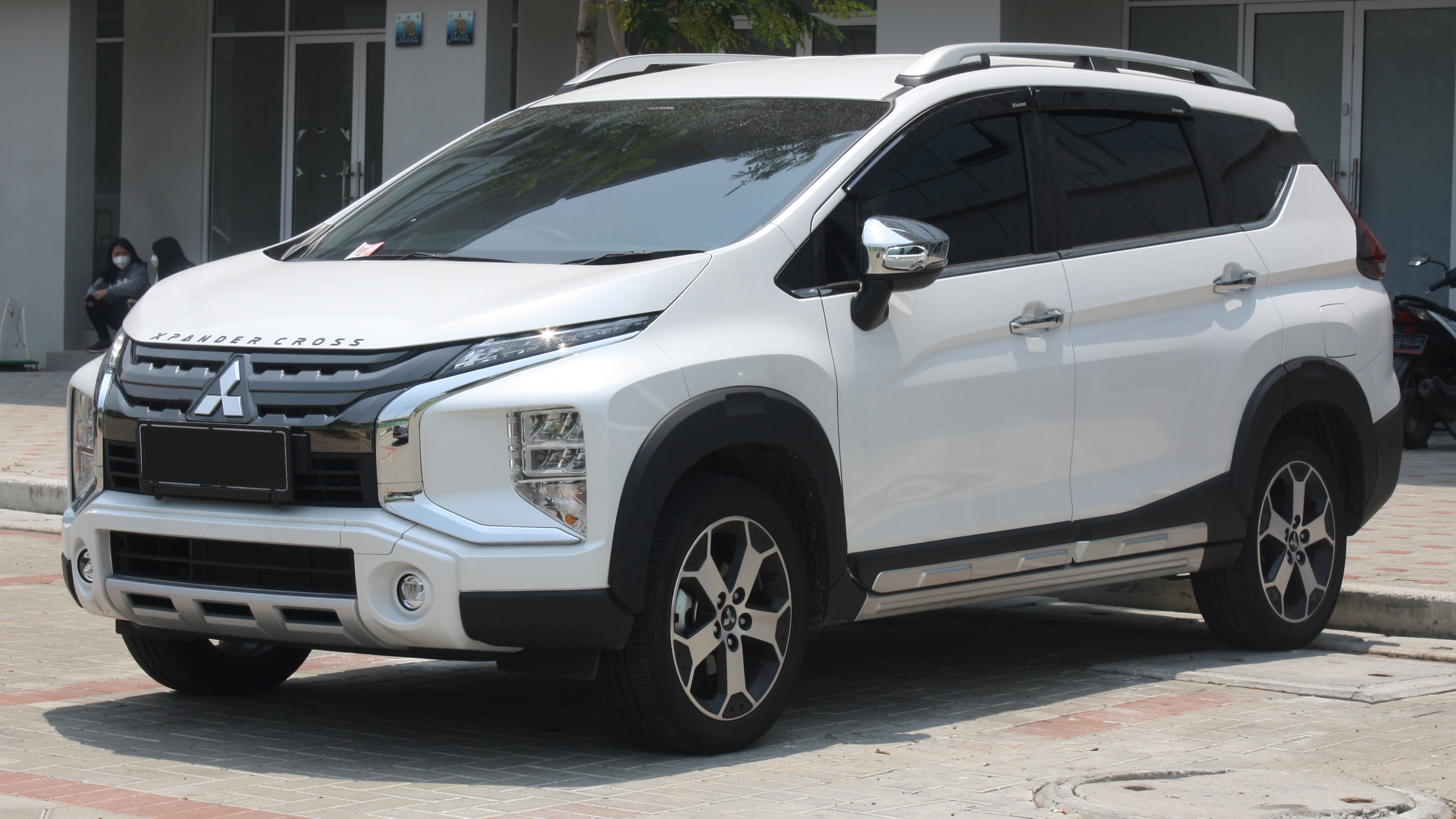
2021 Xpander Cross (Индонезия)
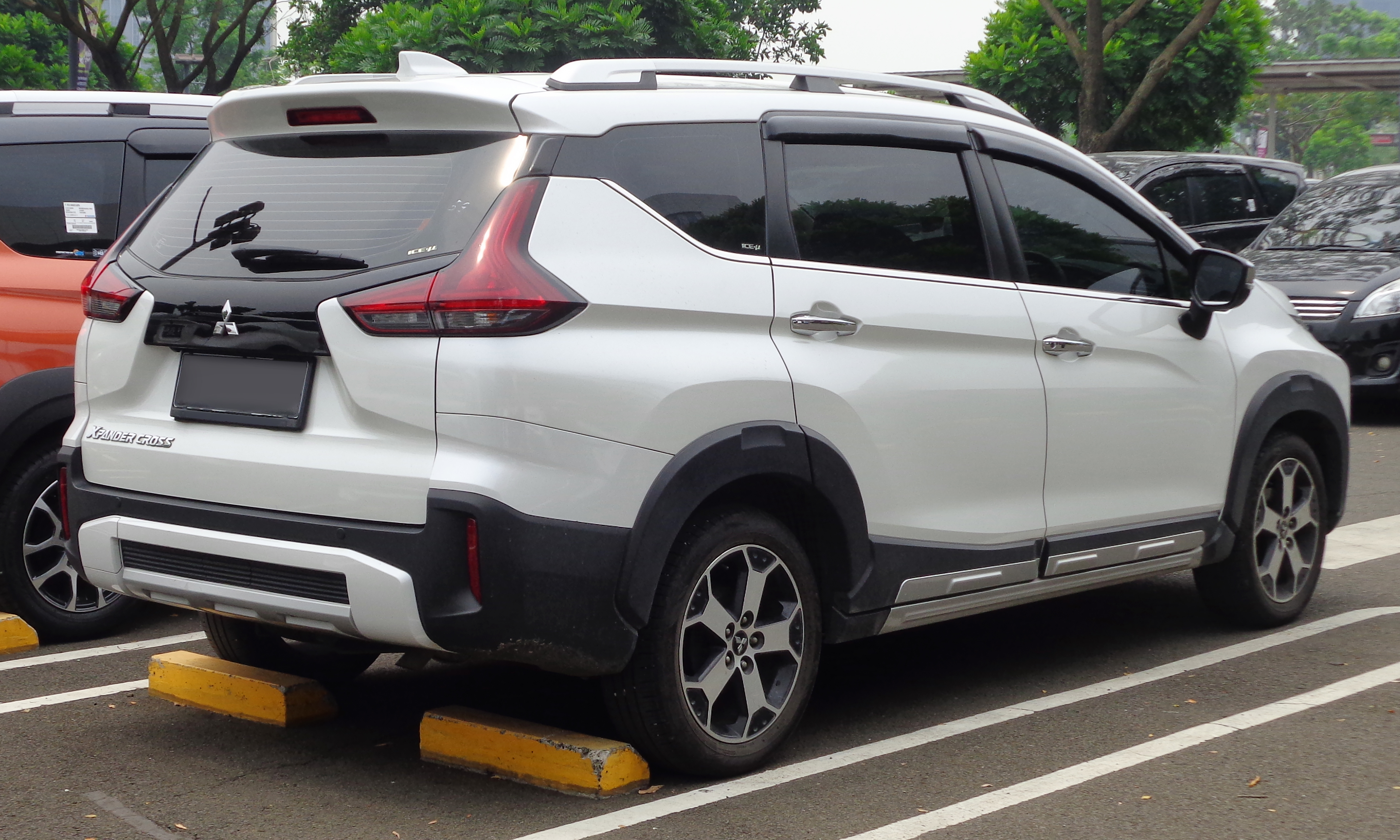
2020 Xpander Cross (Индонезия)
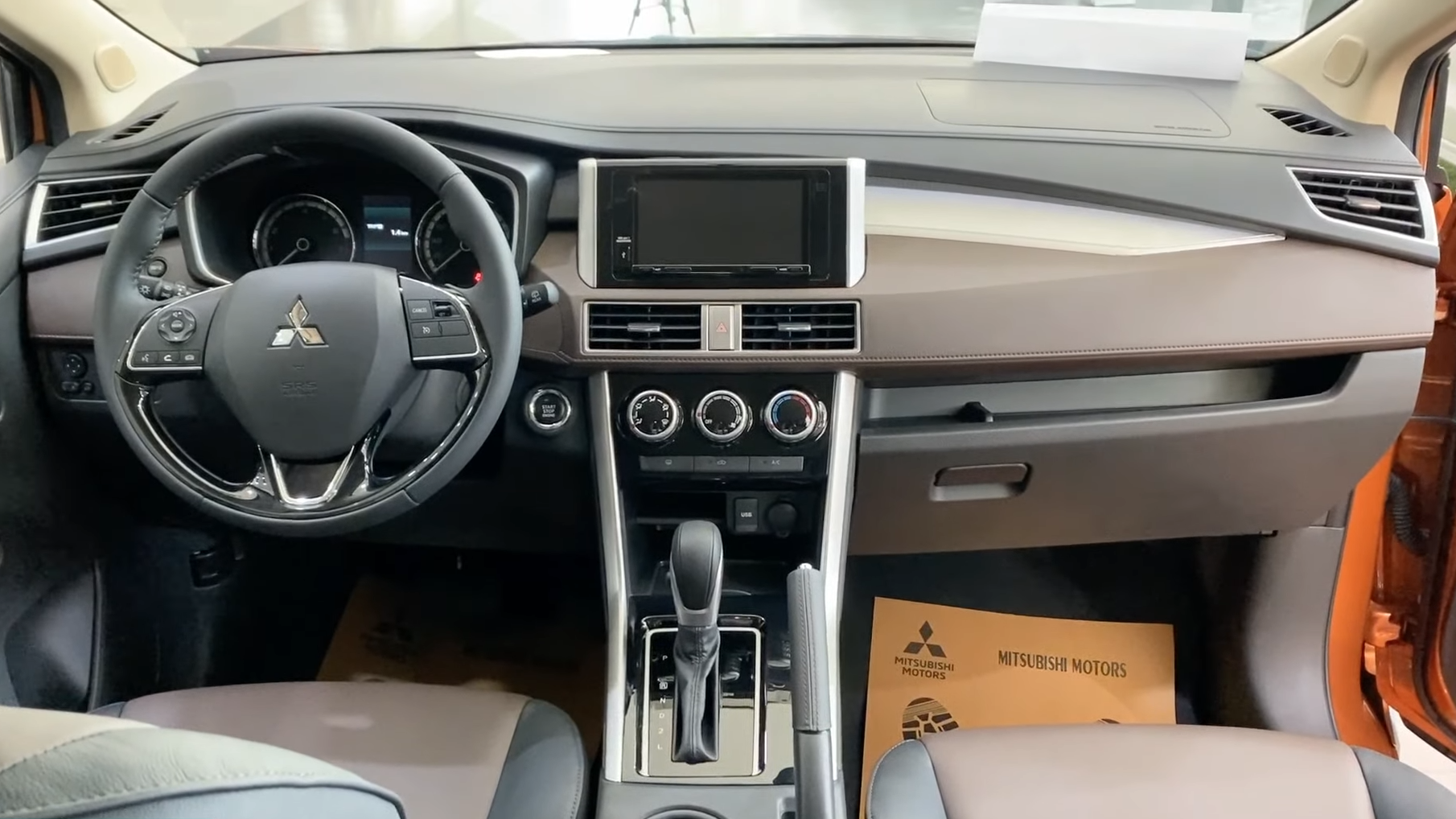
Интерьер

#### После рестайлинга

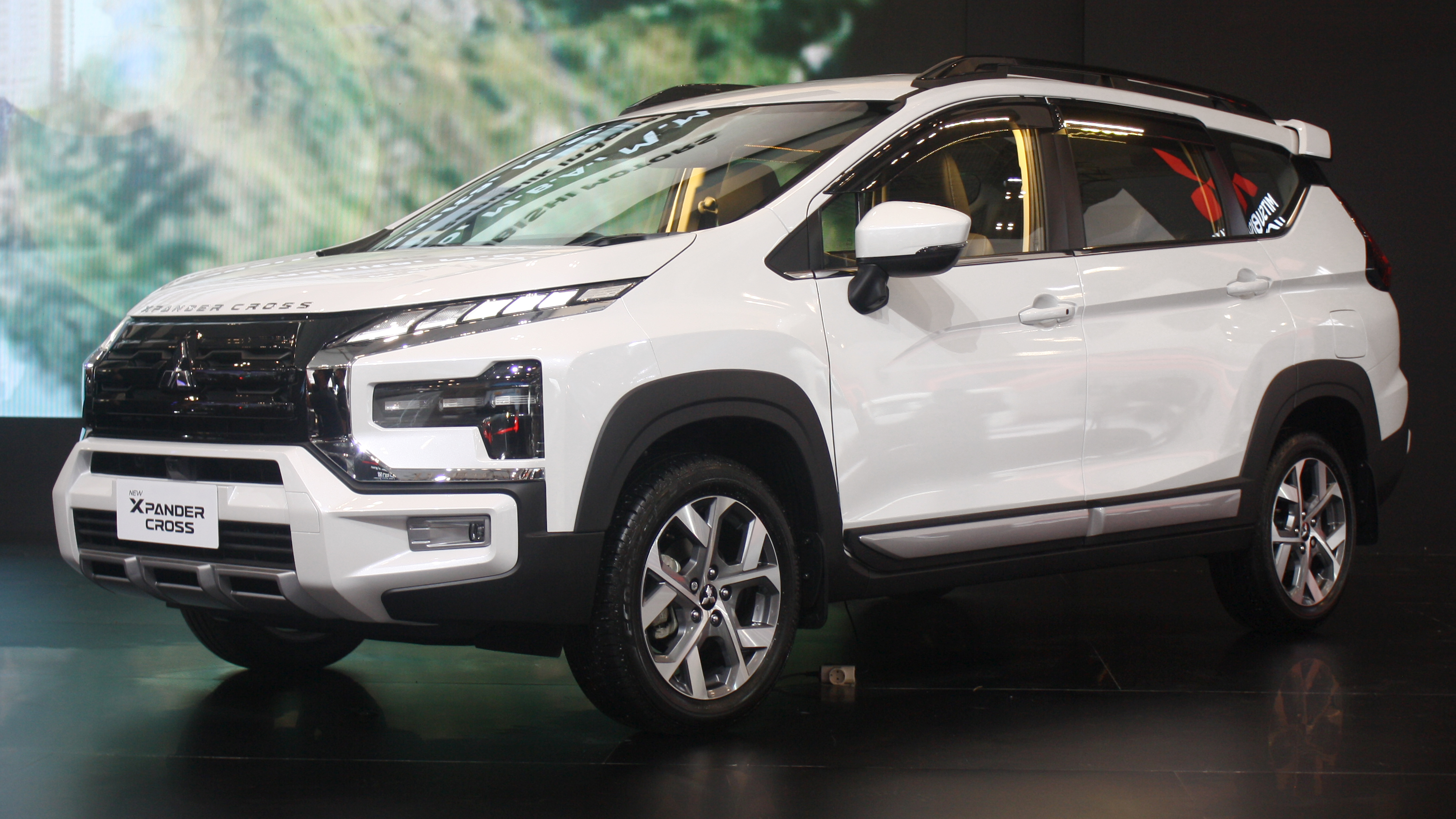
2022 Xpander Cross (Индонезия)
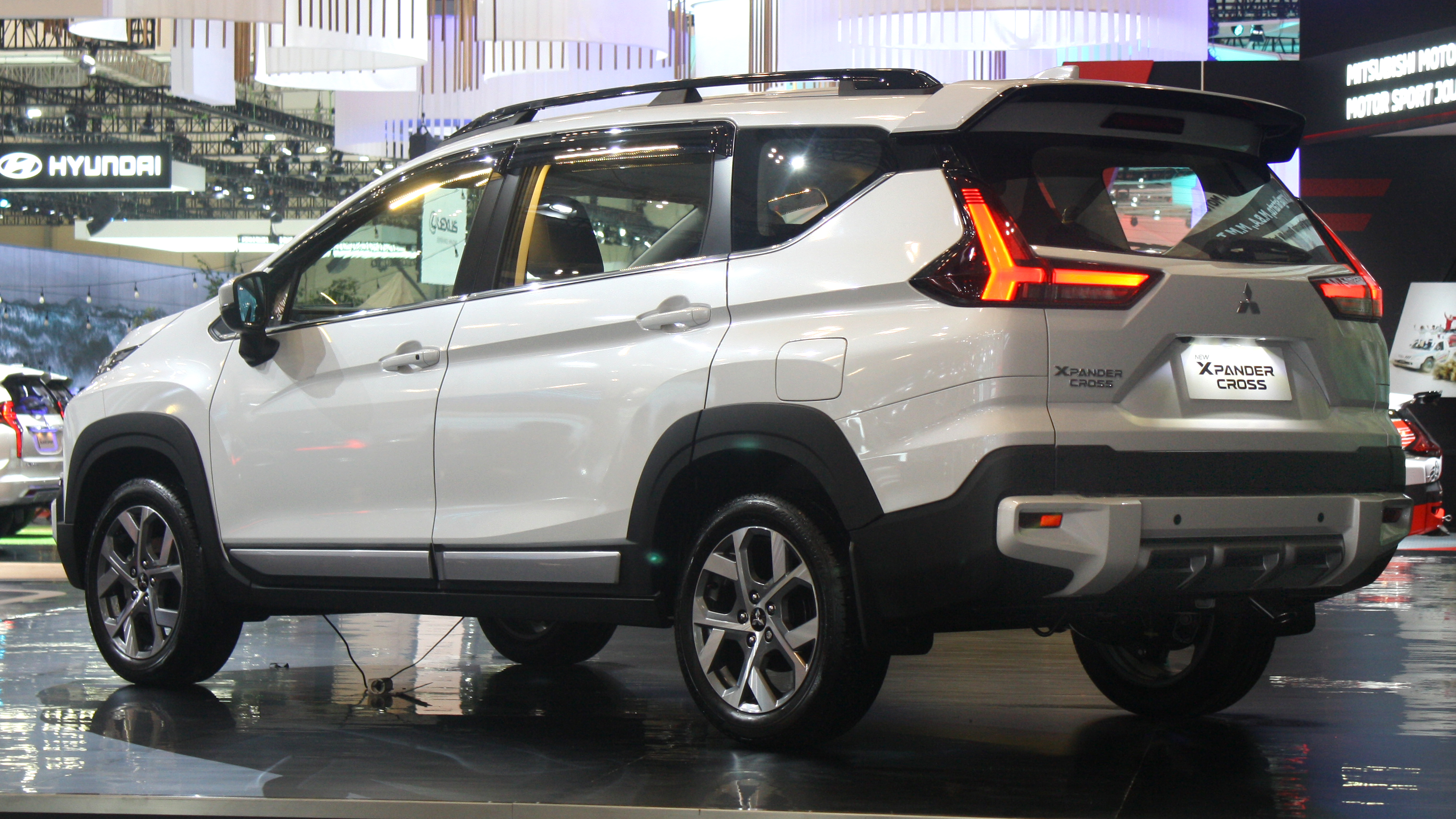
2022 Xpander Cross (Индонезия)
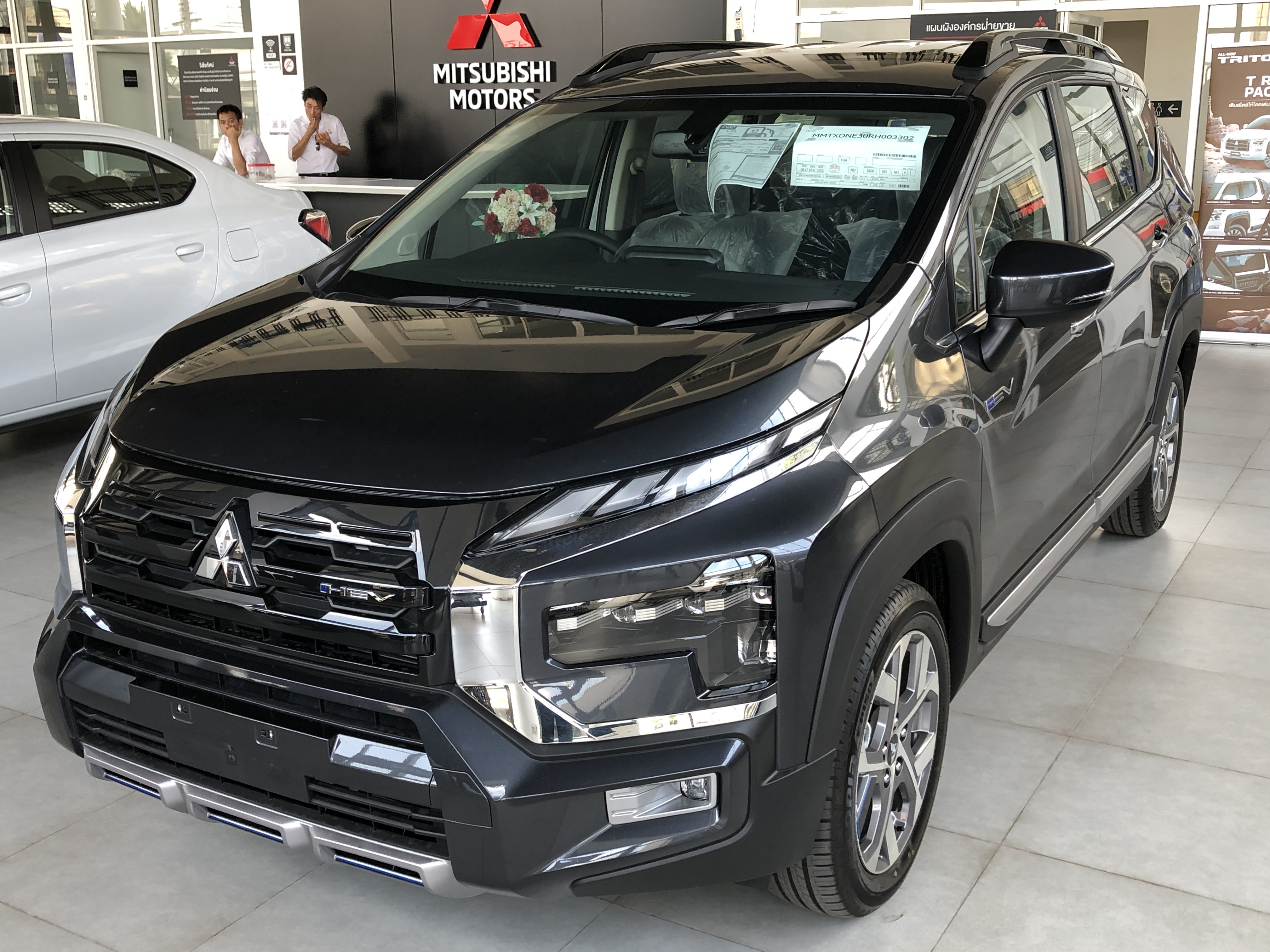
2024 Xpander Cross HEV (Таиланд)
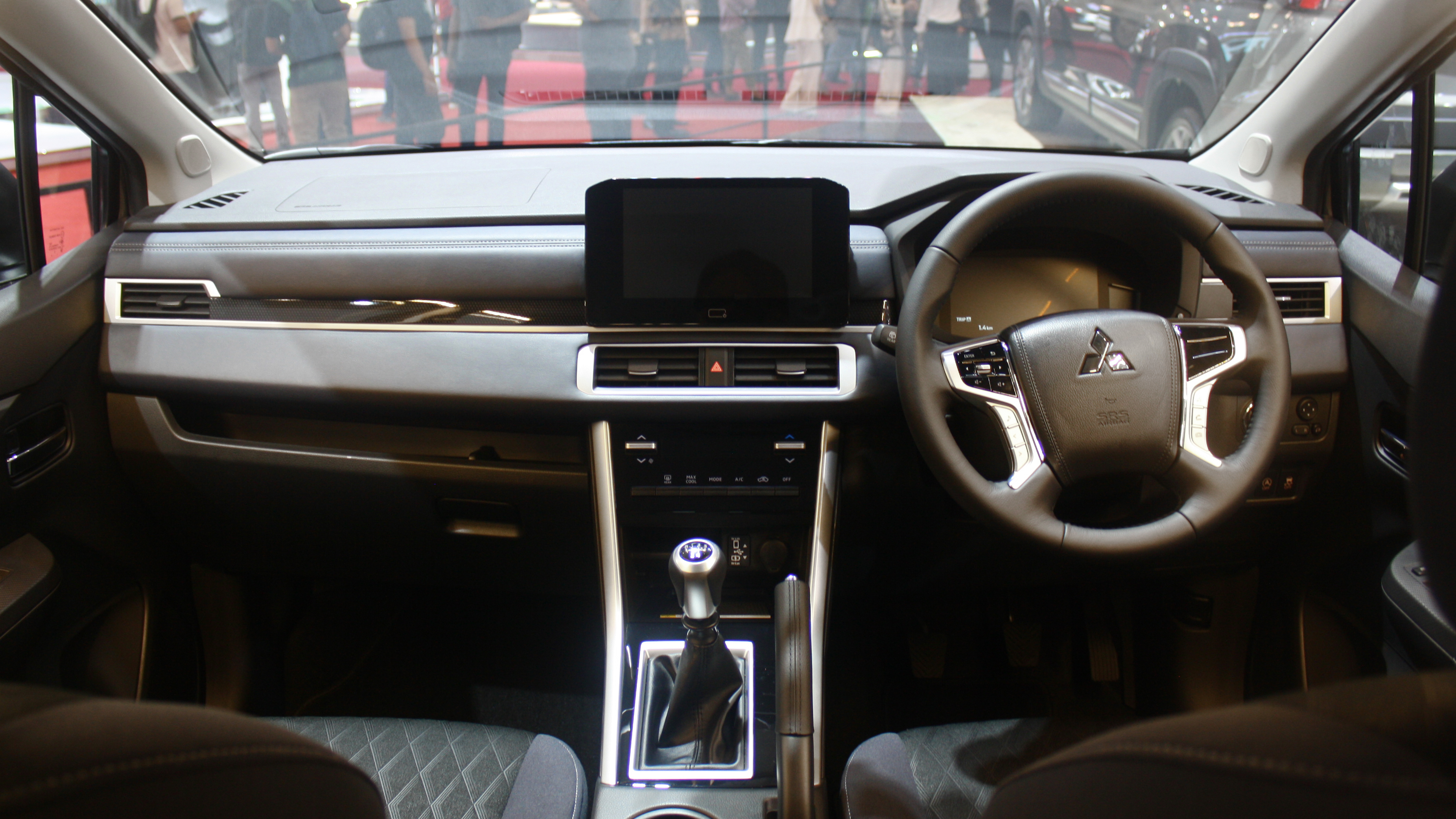
Интерьер

### Xpander AP4

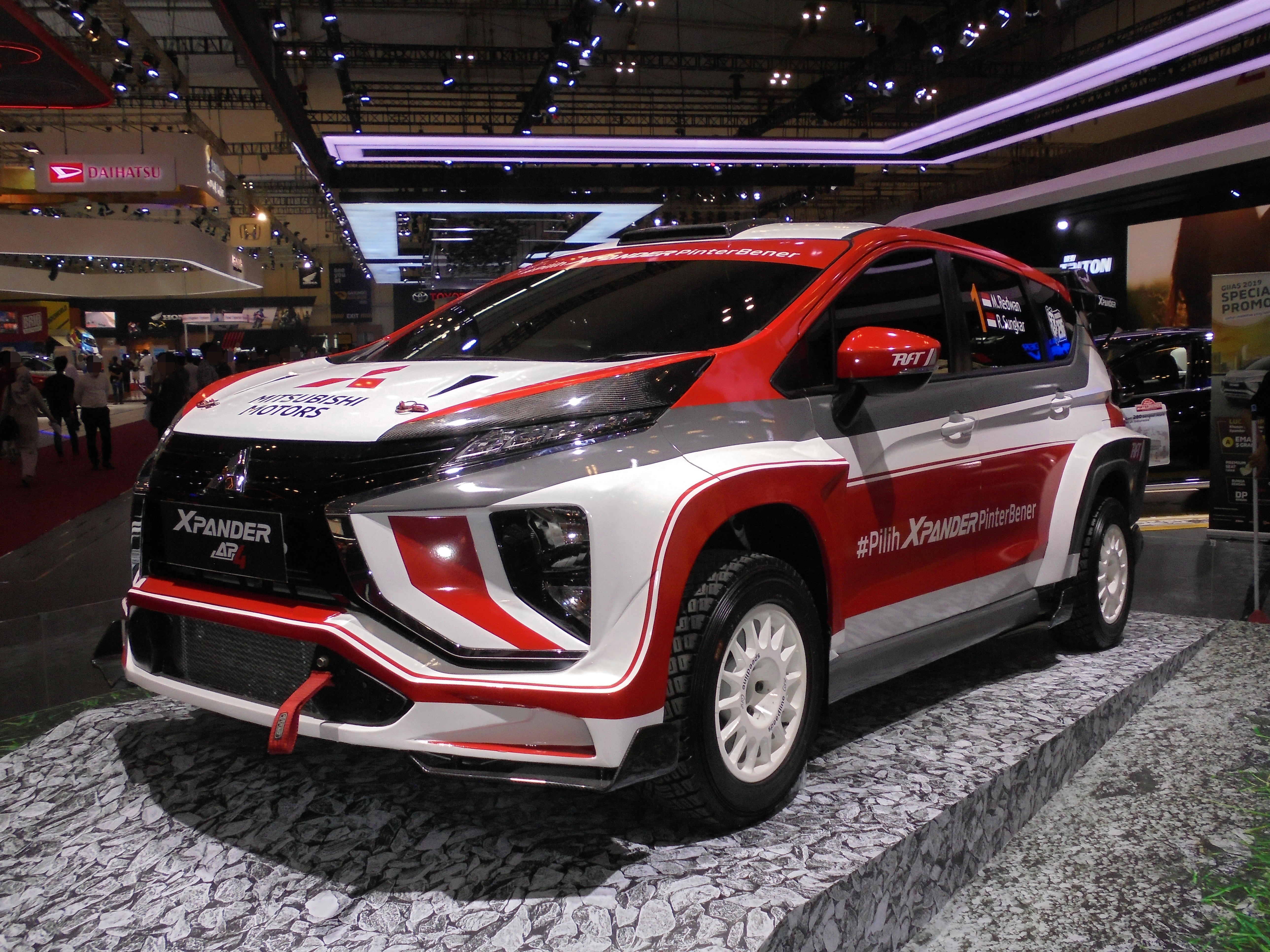
Xpander AP4
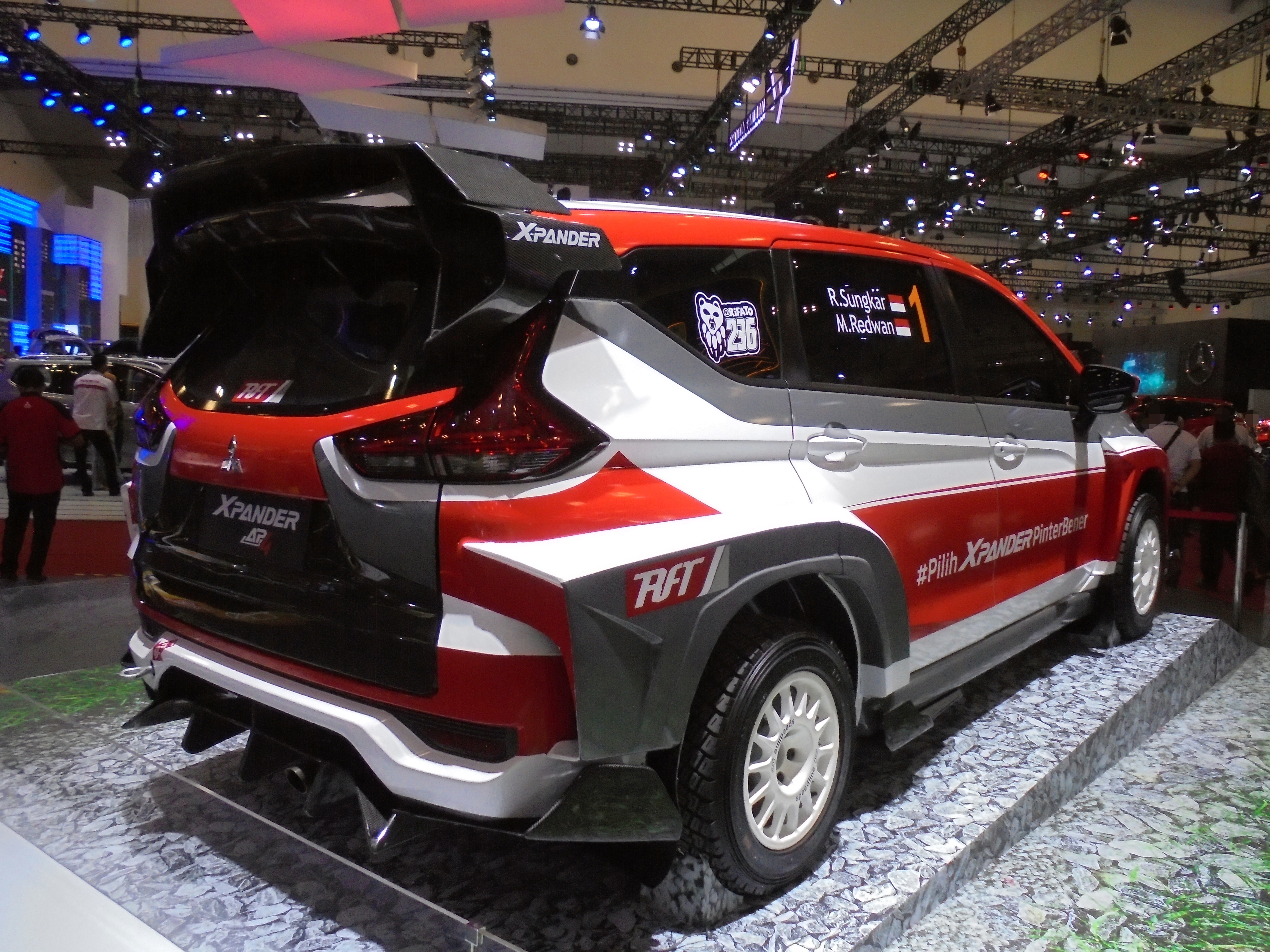
Xpander AP4
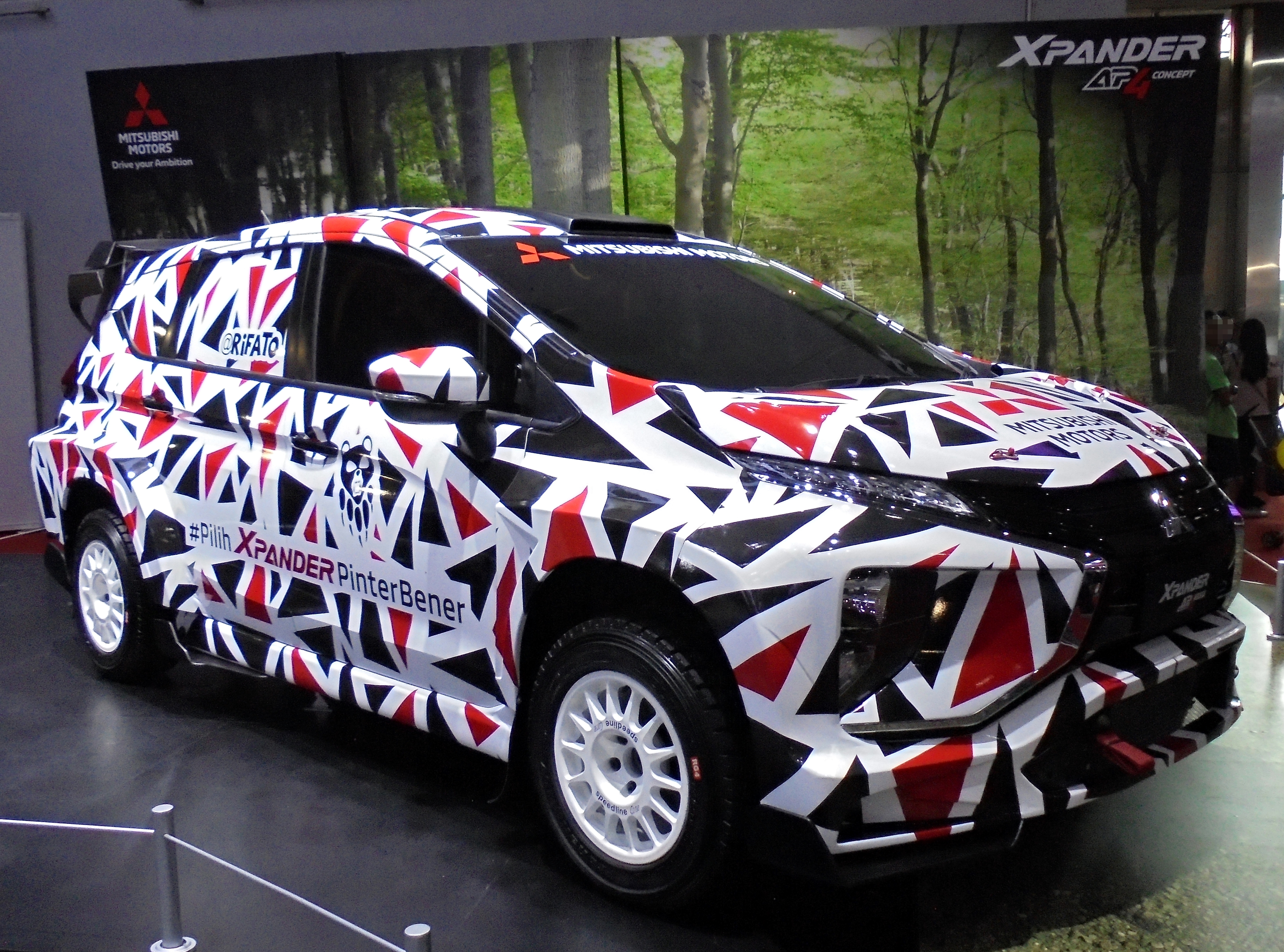
Xpander AP4 Concept